# 三樹書房
三樹書房（みきしょぼう）は、東京都に本拠を置く日本の出版社。江戸時代から明治時代、大正時代の文化・風俗など、様々な歴史に関することがらについて出版することを主な事業として1975年（昭和50年）に設立された。
1989年（平成元年）ごろからは、日本の基幹産業のひとつである自動車に関する書籍を手掛けている。「優良な企画」「優良な造本」「優良な価格」を運営方針の3つの柱としており、創業から日本の文化や伝統、史実を伝える書籍を企画・編集・刊行している。

## 主な出版物
自動車
- 『日本の乗用車図鑑 1907-1974』 自動車史料保存委員会 編 2019年7月 ISBN 978-4-89522-713-1
- 『60年代 街角で見たクルマたち【日本車・珍車編】』 浅井貞彦 著／高島鎮雄 監修 2015年9月 ISBN 978-4-89522-644-8

モータースポーツ
- 『Ｆ‐1グランプリコース』 中村良夫著 1991年6月 ISBN 978-4-89522-151-1
- 『富士スピードウェイ』林信次著 2005年6月 ISBN 978-4-89522-456-7
- 『日本アルペンラリーの足跡』澁谷道尚編 2019年6月 ISBN 978-4-89522-709-4

オートバイ
- 『日本のオートバイの歴史』 富塚清著 2001年3月 ISBN 978-4-89522-268-6
- 『国産オートバイの光芒』小関和夫著 2019年1月 ISBN 978-4-89522-702-5

トラック・バス
- 『国産バス図鑑』 筒井幸彦編・著 2018年11月 ISBN 978-4-89522-698-1
- 『カタログでたどる 日本の小型商用車』 小関和夫著 2017年4月 ISBN 978-4-89522-668-4

航空機
- 『破壊された日本軍機』ロバート・C・ミケシュ著 2014年7月 ISBN 978-4-89522-627-1
- 『航研機』 富塚清著 2010年2月 ISBN 978-4-89522-543-4

技術
- 『エンジンのロマン』鈴木孝著 2012年7月 ISBN 978-4-89522-593-9
- 『純国産ガスタービンの開発』大槻幸雄著 2019年1月 ISBN 978-4-89522-705-6

デザイン
- 『デザイン工学の世界』芝浦工業大学デザイン工学部編 2011年4月 ISBN 978-4-89522-568-7
- 『自動車空力デザイン』東大輔著／石井明監修 2015年3月 ISBN 978-4-89522-637-0

実用 ・ 他
- 『家具調テレビの誕生』増成和敏著 2019年4月 ISBN 978-4-89522-707-0
- 『東洋医学の春夏秋冬』大上勝行著 2013年3月 ISBN 978-4-89522-605-9

人文
- 『江戸の寺子屋と子供たち』 渡辺信一郎著 2008年9月 ISBN 978-4-89522-068-2
- 『江戸時代の流行と美意識 装いの文化史』 谷田有史／村田孝子 監修　2015年6月 ISBN 978-4-89522-643-1
- 『西洋を魅了した「和モダン」の世界』 金子皓彦著 2017年11月 ISBN 978-4-89522-683-7